# Canfield
Canfield és una ciutat dels Estats Units a l'estat d'Ohio. Segons el cens del 2000 tenia 7.374 habitants.

## Demografia
Segons el cens del 2000, Canfield tenia 7.374 habitants, 2.917 habitatges, i 2.143 famílies. La densitat de població era de 613,6 habitants per km².
Dels 2.917 habitatges en un 33,3% hi vivien nens de menys de 18 anys, en un 65% hi vivien parelles casades, en un 6,9% dones solteres, i en un 26,5% no eren unitats familiars. En el 24,7% dels habitatges hi vivien persones soles el 12,1% de les quals corresponia a persones de 65 anys o més que vivien soles. El nombre mitjà de persones vivint en cada habitatge era de 2,53 i el nombre mitjà de persones que vivien en cada família era de 3,03.
Per edats la població es repartia de la següent manera: un 25,6% tenia menys de 18 anys, un 5,2% entre 18 i 24, un 24,1% entre 25 i 44, un 27,7% de 45 a 60 i un 17,4% 65 anys o més.
L'edat mediana era de 42 anys. Per cada 100 dones de 18 o més anys hi havia 86,7 homes.
La renda mediana per habitatge era de 39.434 $ i la renda mediana per família de 51.484 $. Els homes tenien una renda mediana de 35.346 $ mentre que les dones 20.493 $. La renda per capita de la població era de 21.756 $. Aproximadament el 22,1% de les famílies i el 23,2% de la població estaven per davall del llindar de pobresa.

## Poblacions properes
El següent diagrama mostra les poblacions més properes.